# Molodaja žena
Molodaja žena (Молодая жена) è un film del 1978 diretto da Leonid Isaakovič Menaker.

## Trama
Manja e Volodja si sono innamorati l'uno dell'altro durante i loro anni scolastici. Quindi Volodja si arruolò nell'esercito e tornò con una nuova ragazza. Manja era così offeso che ha accettato di sposare il vedovo Alexej. Ma è stato difficile per lei in una nuova famiglia e decide di andare in città per entrare nella scuola tecnica.